# Парламентские выборы в Габоне (2001)
Парламентские выборы в Габоне проходили 9 и 23 декабря 2001 года. Правящая Габонская демократическая партия вновь одержала победу, получив 86 из 120 мест.

## Результаты
| Партия                                                                                     | Голоса | % | Места | +/–   |
| ------------------------------------------------------------------------------------------ | ------ | - | ----- | ----- |
| Габонская демократическая партия                                                           |        |   | 86    | +1    |
| Национальное движение лесорубов — Ралли за Габон                                           |        |   | 8     | +1    |
| Демократический и республиканский альянс                                                   |        |   | 3     | +2    |
| Габонская прогрессивная партия                                                             |        |   | 3     | –7    |
| Круг либеральных реформаторов                                                              |        |   | 2     | 0     |
| Движение африканского развития                                                             |        |   | 1     | новая |
| Конгресс за демократию и справедливость                                                    |        |   | 1     | 0     |
| Национальное движение лесорубов — Демократическое                                          |        |   | 1     | новая |
| Партия народного единства                                                                  |        |   | 1     | новая |
| Социал-демократическая партия                                                              |        |   | 1     | новая |
| Независимые                                                                                |        |   | 12    | +5    |
| Всего                                                                                      |        |   | 120   | 0     |
| Источник: African Elections Database Архивная копия от 13 сентября 2018 на Wayback Machine |        |   |       |       |